# Clash (revista)
Clash es una revista y un sitio web de música con sede en Reino Unido. Es publicada cuatro veces al año por Music Republic Ltd, su predecesor Clash Music Ltd ha entrado en liquidación.
En 2004 ganó el premio a la «mejor revista nueva» en los PPA Magazine Awards y ha ganado más premios en Inglaterra y Escocia. Entre los que más destaca el premio a la «revista del año» en los Record Of The Day Awards 2011.

## Historia
Clash fue fundada por John O'Rourke, Simon Harper, Iain Carnegie y Jon-Paul Kitching. Surgió de la revista Vibe con sede en Dundee, Escocia. Relanzada como Clash Magazine en 2004, ganó el premio a la «mejor revista nueva» en los PPA Magazine Awards y «revista musical del año» en los Record of the Day Awards de 2005 y 2011.
A finales de 2011, Clash adoptó un aspecto completamente nuevo, abandonando la sensación brillante anterior y el diseño guiado por la música, para un enfoque totalmente más guiado por las artes. En 2013, Clash lanzó un canal para teléfonos inteligentes que ganó a «mejor revista musical» en los Digital Magazine Awads por su aplicación en Apple Magazine de iOS. En febrero de 2014 se expandió a teléfonos Android.
En noviembre de 2014, la revista publicó su edición número 99, pero luego dejó de vender sus publicaciones impresas, pasando a publicarse principalmente en línea. El servicio de su sitio web continuó durante la ausencia de la revista en los puestos de venta. A finales de 2015 se anunció que Clash volvería a imprimirse como una revista bimensual a partir de febrero de 2016, comenzando la tirada reviviendo con un especial número 100.

## Posicionamiento
Su publicación ha hecho que la marca Clash se haga más grande, extendiéndose a eventos en vivo en Reino Unido y asociaciones o fiestas de festivales (como RockNess, Snowbombing, SXSW) y el sitio web, ClashMusic.com. En 2011, el socio de la revista en colaboración con Levis y Spotify, llevaron a cabo un concierto de Primal Scream en el club nocturno Electric Brixton de Londres para una de sus presentaciones finales con Mani, el exmiembro de The Stone Roses.
La actividad de la marca Clash Live en Londres solía incorporar una noche en el club nocturno The Lexington una vez al mes, como parte de su serie de conciertos «Ones To Watch». Tiempo después se renombró y pasó a llamarse «Next Wave» para reflejar los cambios internos en la revista y de eligió como sede la discoteca Oslo ubicada en Hackney.

## ClashMusic.com
ClashMusic.com se lanzó a principios de 2008. El sitio web a menudo abarca una variedad más amplia de géneros que su revista matriz enfocándose más en actos de música emergentes. El sitio presenta numerosas secciones en curso, como «DJ Disasters», «Rapture & Verse», «A Letter From...» y «Track of the Day».
El sitio web tuvo un rediseño, alineándolo con el aspecto de la revista impresa, en octubre de 2012.

### Clash Essential 50
El 30 de marzo de 2009, ClashMusic.com comenzó a publicar Essential 50: cincuenta álbumes que el sitio web consideraba «los 50 álbumes más grandes, más significativos y absolutamente brillantes de la vida de Clash». Compuesto en su totalidad por álbumes publicados en los últimos cinco años, la lista se publicó en secciones de tres, y los diez primeros se publicaron individualmente entre el 15 y el 24 de abril de 2009.

## Premios y nominaciones
- Revista musical del año – Digital Magazine Awards 2013[10]
- Revista del año – Record Of The Day Awards 2011[11]
- Revista del año – PPA Scotland Magazine Awards 2008[12][13]
- Revista de consumo del año – PPA Scotland Magazine Awards 2008[12][13]
- Editor de revista de consumo del año – PPA Scotland Magazine Awards 2007
- Mejor diseño de revista del año – PPA Scotland Magazine Awards 2007
- Revista musical del año – Record Of The Day Awards 2005
- Mejor revista nueva – PPA Scottish Magazine Awards 2004[4]

ClashMusic.com fue nominado a «mejor revista musical» y «mejor podcast» en los BT Digital Music Awards de 2008.